# Emmanuel-Henri-Timoléon de Cossé-Brissac
Pour les autres membres de la famille, voir Maison de Cossé-Brissac.
Pour les articles homonymes, voir Cossé et Brissac.
 Emmanuel-Henri-Timoléon de Cossé-Brissac  (né le 12 octobre 1698 à Paris - décédé le 26 août 1757), est un ecclésiastique français qui fut évêque de Condom de 1735 à 1757.

## Biographie
Emmanuel-Henri-Timoléon de Cossé-Brissac est le fils d'Artus Timoléon de Cossé-Brissac, 5e duc de Brissac (1668-1709) et de Marie Louise Béchameil (1661-1740).
Destiné à une carrière ecclésiastique, il est abbé commendataire de l'abbaye de Fontfroide de 1717 à 1754 et prieur de Saint-Rambert en Forez. Ordonné prêtre le 1er avril 1724, grand vicaire de Lyon, aumônier du Roi, il est désigné comme agent général du clergé de France de 1730 à 1735 par la province ecclésiastique de Lyon.
Il reçoit le 15 avril 1732 en commende l'abbaye Saint-Urbain dans l'actuelle Haute-Marne dans le diocèse de Chalon.
À la fin de son mandat d'agent, il est nommé évêque de Condom le 19 décembre 1735 et sacré le 22 janvier 1736 dans la chapelle du séminaire de Saint-Sulpice par Jean-Joseph Languet de Gergy l'archevêque de Sens. Très peu résidant pendant son épiscopat, il « administre son diocèse de haut et de loin  » et meurt à Paris le 26 août 1757.

### Articles détaillés
- Maison de Cossé-Brissac
- Liste des évêques de Condom